# Synthéisme
Le synthéisme est un nouveau mouvement religieux qui défend l'idée que les athées et les panthéistes peuvent atteindre les mêmes sentiments de communion et d'émerveillement que les membres des religions théistes traditionnelles. Le mouvement synthétiste se considère comme la réalisation pratique d'une ambition philosophique qui s'incarnerait dans une nouvelle religion. Cette ambition trouverait ses origines dans le panthéisme de Baruch Spinoza au XVIIe siècle et, plus récemment, dans le travail du philosophe anglo-américain Alfred North Whitehead qui théorise la théologie du process dans ses livres La religion en gestation en 1926 et Procès et réalité en 1929,.
Le synthéisme peut également être considéré comme une réponse à l'absence de systèmes de croyances des athées et des panthéistes dans les cultures occidentales (en dehors de l'épicurisme), alors que ces systèmes sont bien développés dans les cultures orientales, comme par exemple dans le bouddhisme zen, le bouddhisme Dzogchen, l'hindouisme Advaita Vedanta ou encore le jaïnisme.

Logo utilisé par le mouvement synthéiste, décrivant l'Univers comme une ellipse dans le cercle du vide primordial.

## Étymologie
Le synthéisme a été inventé à partir du grec syntheos (de syn-, avec ou créant avec et -theos, dieu). En effet, ils considèrent Dieu comme une création humaine par opposition à la vision monothéiste traditionnelle selon laquelle c'est Dieu qui a créé le monde et l'humanité.
Outre l'activisme du mouvement synthéiste, une approche synthéiste de la philosophie et de la religion est également défendue par le philosophe américain Ray Kurzweil à travers sa théorie de l'avènement de la Singularité technologique, sorte de Superintelligence artificielle destinée à devenir un Dieu pour l'humanité. Les synthéiste se réfèrent aussi au philosophe français Quentin Meillassoux qui affirme que «Dieu est un concept bien trop important pour le laisser aux religieux» dans son livre Après la finitude.

## Communautés
Le Synthéisme a une communauté internationale sur facebook de plus de 1 500 membres. Son site Web héberge un blog, des informations sur les fêtes sacrées et des liens vers des médias et d'autres ressources. Une communauté suédoise de plus de 700 membres a organisé plusieurs événements locaux.
Le naturalisme spirituel est considéré comme une version américaine du synthéisme.

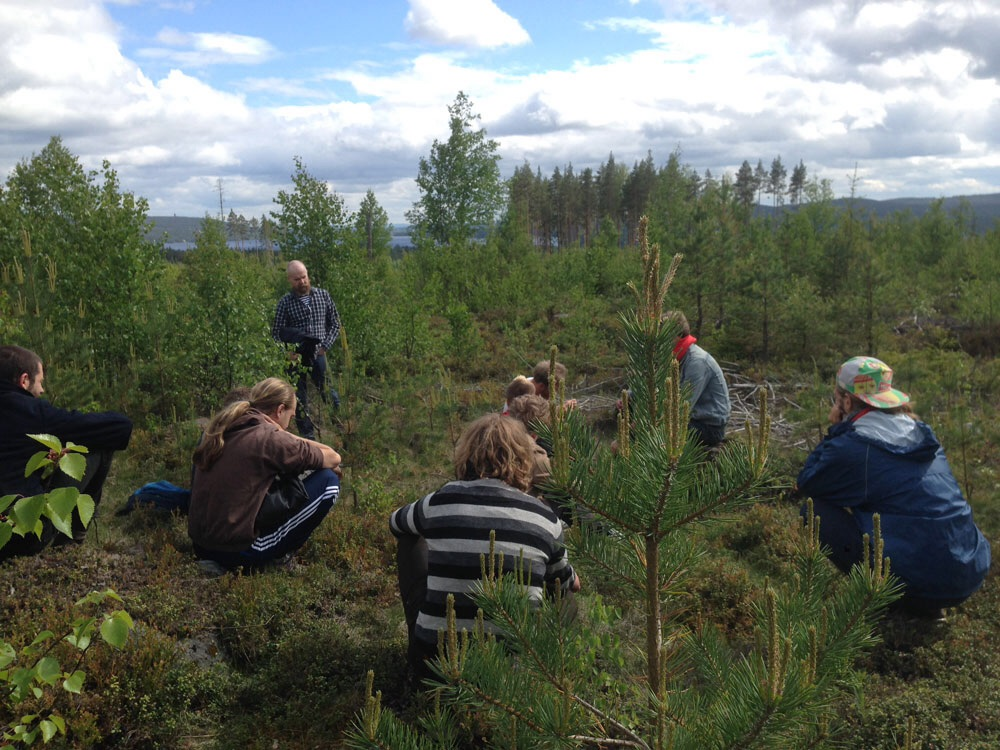
Une congrégation synthétiste organisant un atelier à Lindsberg, en Suède, en juin 2014.

## Œuvres remarquables
Le terme synthéisme apparait pour la première fois en octobre 2014 lorsque les suédois Alexander Bard et Jan Söderqvist publièrent leur manifeste: Syntheism - Creating God in the Internet Age (Synthéisme - Créer Dieu à l'ère d'internet). Parmi leurs sources d'inspiration, Bard et Söderqvist citent fréquemment Stuart Kauffman, Sam Harris, Robert Corrington ou encore Simon Critchley. Leur vision du monde synthétiste est également influencée par divers mouvements contemporains tels que la transformation numérique, la mondialisation, la culture participative, les pratiques psychédéliques, la physique quantique et la science de la cosmologie.

## Croyances
Le synthéisme développe la croyance que la division classique entre théisme et athéisme en théologie est devenue obsolète et doit être surmontée pour répondre aux besoins spirituels contemporains des individus. Pour cela, il importe de reconnaitre que toutes les croyances métaphysiques sont centrées sur une divinité ou un point focal créé par l'homme. Par conséquent, toutes les croyances religieuses, quelles soient actuelles ou futures, sont créées et seront créées par les humains, tout comme le sont des systèmes de pensée comme l'individualisme développé par des philosophes comme Immanuel Kant.
Bien qu'elles soient des créations humaines, ce qui est important, c'est de guider ces croyances afin qu'elle renforcent la science et non ne la contredisent. Ces systèmes doivent donc être développés conformément à une vision moniste du monde (la conviction qu'il y a un monde et un seul monde et que tout dans ce monde peut affecter tout le reste). Dans un style plus poétique, Bard décrit son athéologie comme « l'art du non-savoir ». Il préconise plutôt une religion synthéiste sans croyances fondamentales. Les festivals participatifs portant sur des thèmes utopiques tels que Burning Man sont considérés comme des exemples de pratique synthéiste.

« Pour moi, le nom "Dieu" est un nom incroyable pour tous les rêves de l'humanité projetés en un seul point. Comment appelleriez-vous cette projection ? Vous l'appelleriez Dieu. Et c'est ce que nous devons faire, nous réapproprier le mot "Dieu", mais en lui attribuant des qualités appropriées en lesquelles nous pouvons réellement croire. Dans ce cas, Syntheos est le Dieu que nous choisissons de croire et en qui nous pouvons croire. Quoi que cela puisse signifier. »

— Alexander Bard, "Alexander Bard on Syntheism: Death, God, the Universe, and Burning Man" (traduction libre)

## Critiques
L'absence de direction centralisée et de croyances fondamentales établies a conduit certains chercheurs, comme le Dr Stephen O'Leary, à affirmer que le synthéisme échouera. Le mouvement a également été critiqué pour son manque de mystique.

## Voir également
- Shendao shejiao